# 墨西哥谷

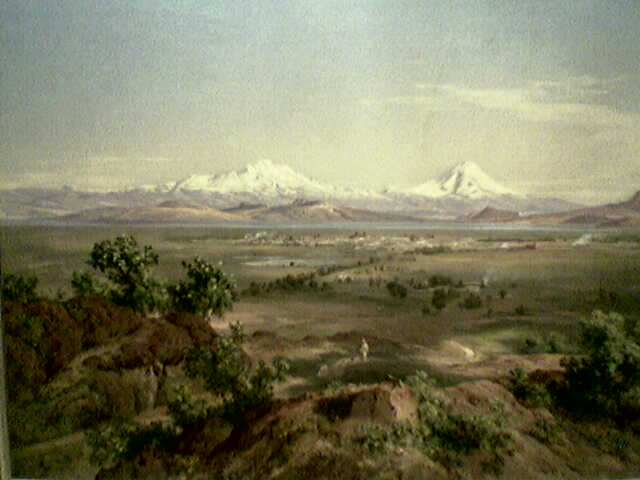
19世紀關於墨西哥谷的畫

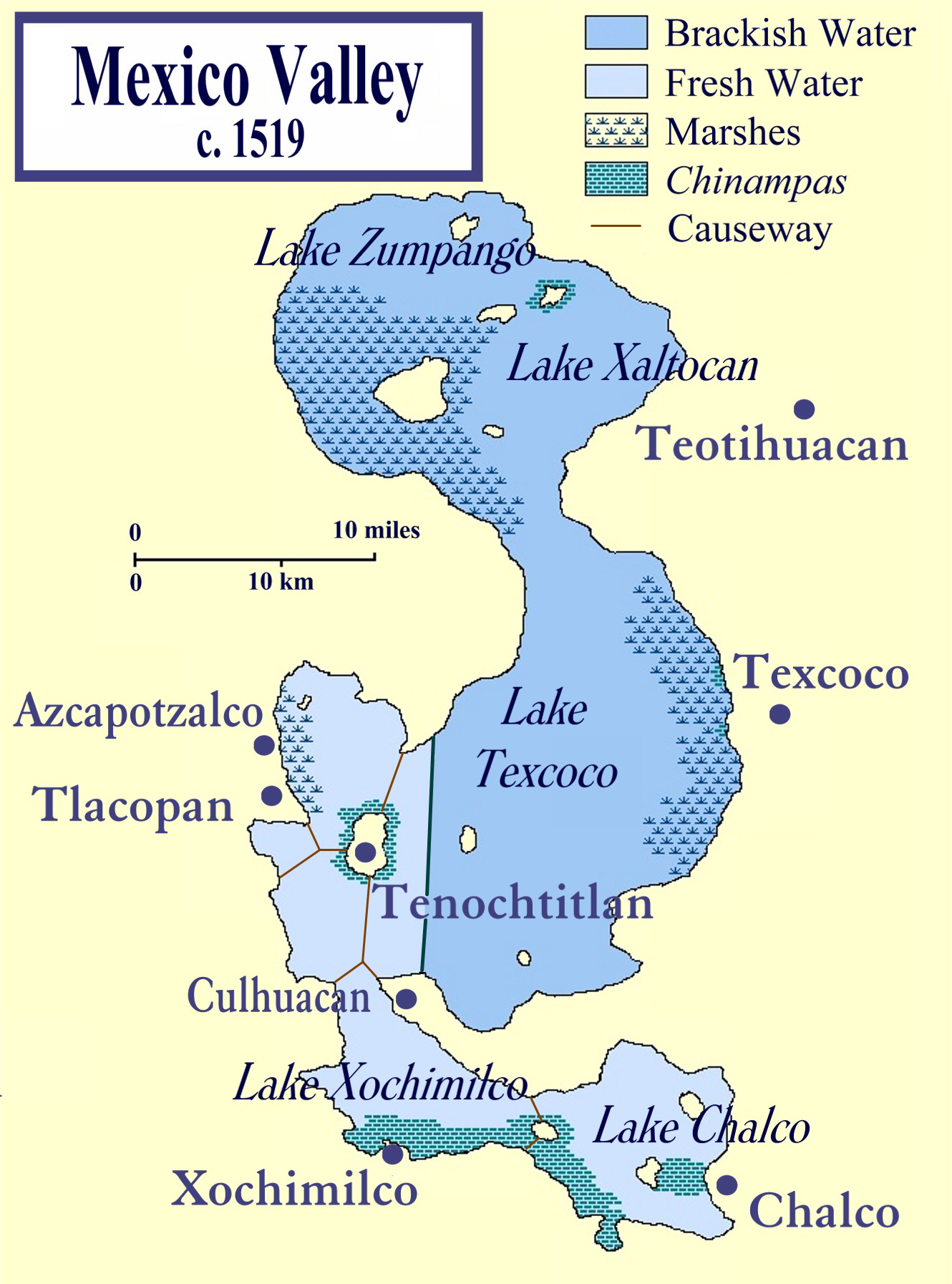
1519年西班牙殖民時期時的墨西哥谷湖區

1519年的墨西哥谷邊界，現代研究結果

墨西哥谷（西班牙文：Valle de México）是位於墨西哥中部的一個高原，大致與現在的墨西哥聯邦特區和墨西哥州東半部相連。墨西哥谷周圍圍繞著群山，是數個前哥倫布時期文明，包括特奧蒂瓦坎、托爾特克和阿茲特克的中心。古代阿茲特克語中的“阿納瓦克”（Anahuac，意為水中間之陸地）以及習語“墨西哥盆地”（Basin of Mexico）指的都是墨西哥谷。墨西哥盆地以是早期美索美洲文化的縮影而聞名。
墨西哥谷坐落於跨墨西哥火山帶。
它包含大墨西哥城的大部份地區，以及墨西哥州、伊達爾戈州、特拉斯卡拉和普埃布拉州的部份地區。墨西哥谷可分為四個盆地，其中最大的一個是墨西哥城所在之處，有時口語上的“墨西哥谷”指的只有這片地區。
山谷海拔約有2,000米（7,200英尺），而周圍的山和火山海拔可達到5,000米（16,000英尺）。因此是一個幾乎全封閉的地區，沒有外流河水，只有北部有一個小的缺口——一座平頂山。因為有此缺陷，故而在20世紀末期這裡的本地魚類就已經全部滅絕了。
墨西哥谷在至少在12,000年前就有居民了，當時這裡氣候溫和（平均氣溫12至15°C），有眾多宜於狩獵的物種，而且也能支持大規模農業。當西班牙人抵達時，這裡已經有了人口繁盛的文明，估計約有100萬人。在阿茲特克帝國西班牙佔領時期，西班牙人重建了這裡最大和最重要的城市鐵諾支蒂特蘭城，并重新命名為墨西哥城。當時這裡有五個湖泊，分別叫孙潘戈湖、沙尔托坎湖、索奇米尔科湖、查尔科湖和最大的特斯科科湖，但是西班牙人爲了擴建墨西哥城，逐漸排乾了湖泊中的水以防止洪水的威脅。儘管殺戮與疾病奪取了許多當地人的性命，1900年時這裡却又有100萬人口了。20和21世紀，隨著工業發展，墨西哥谷的人口開始膨脹。從1900年開始人口便每十五年翻一番。如今墨西哥城都會區已經有2,100萬人了，使得幾乎整個墨西哥谷都劃在了墨西哥州和伊達爾戈州之中。同時本來就封閉的山谷開始出現嚴重的空氣和水污染問題，風場類型和逆溫導致了污染物無法擴散出峽谷，地下水過度開採導致了地面沉降。

## 歷史與人類棲息地

### 最初的人類聚居區
因為有豐富的物產，墨西哥谷吸引了早期人類在此定居。一般而言，中美洲的人類進入農業社會是在更新世末期到全新世早期的這一段時間。墨西哥谷最古老的人類定居點是Tlapacoya，位於現在墨西哥州東南角的澤爾高湖邊上。考古學證據表明這個定居點的歷史可以追溯到公元前12,000年。在公元前10,000之後，這裡的史前人類物品就開始迅速增多。其他的早期定居點位於Tepexpan、Los Reyes Acozac、San Bartolo Atepehuacan、Chimalhuacán和Los Reyes La Paz，但是其具體時間不能確定。在Tlapacoya發現了人類遺骸和一些人工製品，諸如黑曜石劍，時間大致可以推到公元前20,000年前，當時這裡還是半乾燥的氣候，並且生活著駱駝、美洲野牛和馬。不過其具體時間仍然存在爭議。

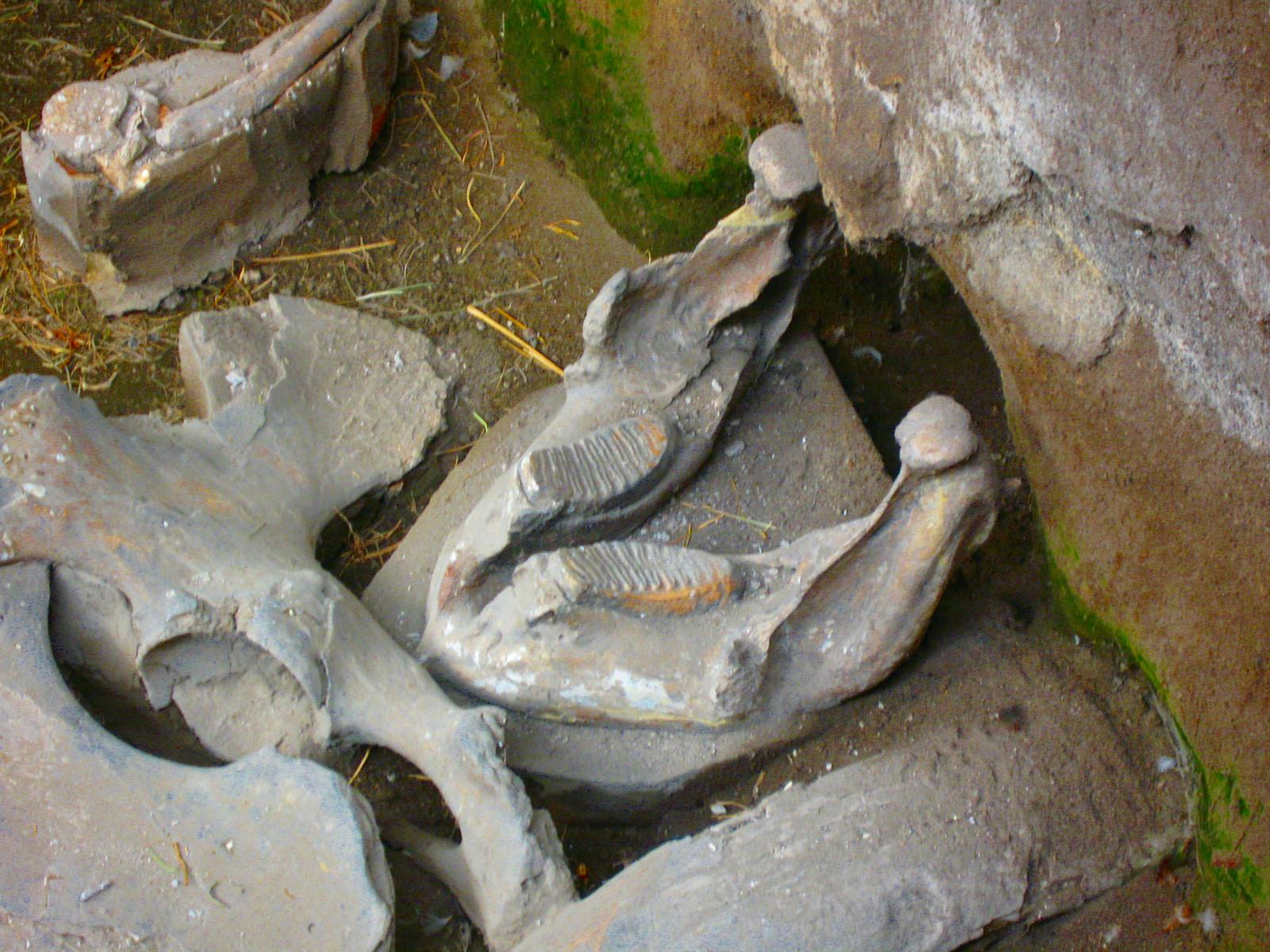
Tocuila古生物博物館的猛犸頜部化石

大型猛犸象也曾生活在這裡，並且這裡也是墨西哥擁有最多猛犸獵殺點的地區，其中大部份又位於聯邦特區北部的特斯科科湖岸邊和毗鄰的一些自治市中。這些地方的農場現在依然市場能發掘出猛犸象骨。一大批猛犸象化石發現在墨西哥城地鐵建造時，墨西哥城內的Colonia del Vallein中心、琳達維斯特中北部和科約阿坎區北部也有不少發現。墨西哥城地鐵四號線的標誌就是一頭猛犸。不過墨西哥谷地區最豐富的猛犸化石發掘點是在Tocuila古生物博物館，位於墨西哥州特斯科科北部，占地45公頃（110英畝）。

### 史前時期

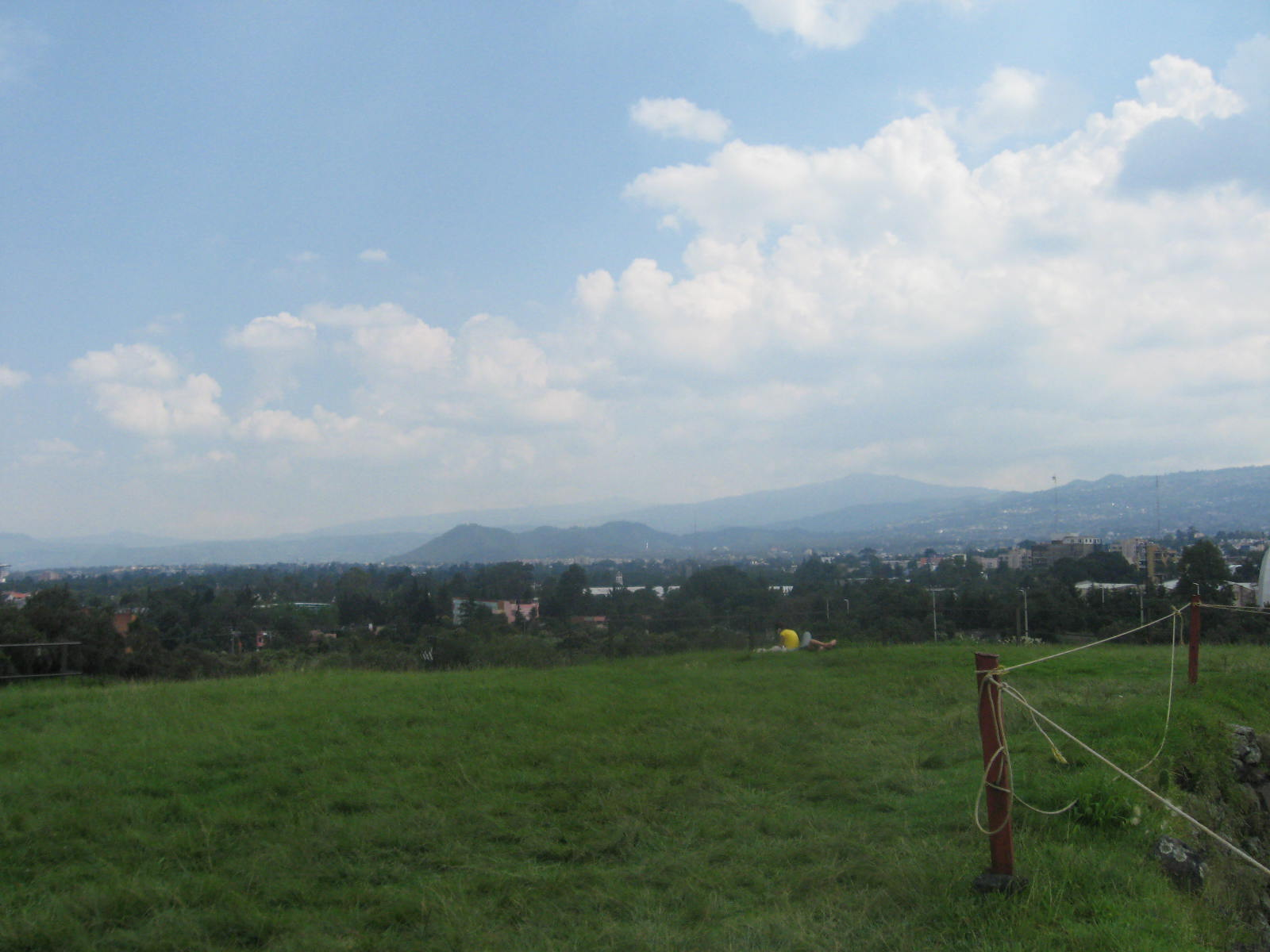
特斯科科湖南岸的Cuicuilco

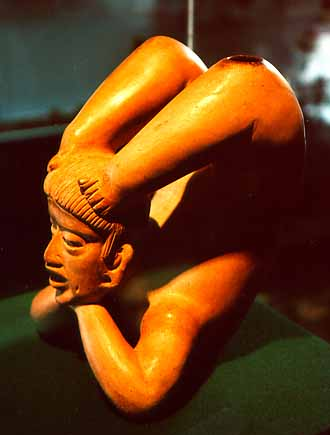
特拉蒂爾科的陶瓷藝術，約公元前1300-800年

特拉蒂爾科是一個位於墨西哥谷的大型前哥倫布時期村莊，靠近現在墨西哥聯邦特區的同名小鎮。這是第一個墨西哥谷裡的特大型居民點，盛興於1,200年至200年間（前古典時期中期）的特斯科科湖西岸。起初這裡被認為是一個史前墳場，但後來發現這些墳墓很多其實都是位於房屋下面的，後來又被分類為主要酋長領地。特拉蒂爾科人是農民，種植豆類、莧屬植物、南瓜和紅辣椒。公元前1,000-700年達到最繁榮時期。
古老程度僅次於特拉蒂爾科的是Cuicuilco。它位於現在的起義者大道和墨西哥城外環路交叉點。這個居民點一度曾擴張出現有邊界，但是一次火山噴發毀滅了這裡。墨西哥城的很多地區也都是建立在火山噴發出的熔岩上的。當時這裡是Zacatépetl山上留下的河流形成的三角洲。Cuicuilco被認為在公元前1,200年就達到了城市規模，衰落於公元前100年至公元150年間。

### 特奧蒂瓦坎和托爾特克
大約2,000年前，墨西哥谷成爲了世界上人口最稠密的地區之一。在Cuiculco衰落之後，人口重心轉移到了墨西哥谷北方的特奧蒂瓦坎城以及後來的圖拉，這二者已不再墨西哥谷湖區的範圍內了。大約公元前800年，特奧蒂瓦坎有了有組織的村落，公元前200年達到頂峰，其時城市內約有125,000名居民，面積達20平方公里（8平方英里），成為了宗教中心。8世紀早期，隨著托爾特克的興起，特奧蒂瓦坎退換成了一個單純的主要城市，人口也開始向墨西哥谷北部邊境的Tollan和圖拉轉移。

### 阿茲特克帝國
在圖拉和13世紀托爾特克帝國衰落之後，墨西哥谷的人口佈局又一次發生了變化，人們再度遷往湖區。13世紀末期，大約50個城市化的、半獨立的、擁有各自不同信仰的人口聚集點在湖區邊形成了。每個都約有上萬人口，一直到殖民時期都由阿茲特克帝國統治。所有這些城邦，包括其中最強大的、約有15萬人口的鐵諾支蒂特蘭城都並不是完全自治或自給自足的，主要原因是矛盾的政治局勢和複雜的農業系統。而其自身的政府組織基本相同，也都是基於方便控制洪水和儲存農業灌溉用水的目的而建立的。其水利設施比較發達，不過在後來的西班牙殖民時期幾乎都被破壞了。
最強大的鐵諾支蒂特蘭城建立於1325年，位於特斯科科湖西部的一個小島上，並使用墨西哥式人造草坪擴張到了整個淺水湖區，占地9,000公頃（35平方英里）。城市的居民使用堤壩、運河和水閘等系統來控制水位，並用渡槽將山上的淡水輸送到城裡。周圍村莊裡則使用梯田種植作物。雖然力量強大，但迫於對其他地區資源的依賴，阿茲特克三國同盟在鐵諾支蒂特蘭城、特斯科科和特拉科潘之間形成了，在西班牙人抵達時，鐵諾支堤特蘭城已經壓倒了另外兩座城邦。儘管鐵諾支堤特蘭的勢力遠達山谷之外，但是它從來沒能控制整個墨西哥谷。
1520年，墨西哥谷總計人口超過100萬人。

### 西班牙殖民時期和墨西哥城都會區
在被征服之後，西班牙人重建了鐵諾支蒂特蘭城，規模與佈局都與原來相同。屠殺與瘟疫導致墨西哥谷人口劇減，不過到了墨西哥獨立戰爭100年後便恢復了。20世紀早期，墨西哥城人口超過了100萬，並以每15年翻一番的速度激增，這一部份要歸功於政府在這裡對城市的刻意開發。電力系統、下水道等公共設施也被建立起來了。1950年代起，城市化從聯邦特區擴展到了周邊區域，特別是北部的墨西哥州。今天，墨西哥城都會區擁有了全國45%的工業、38%的GNP和25%的人口。城市本身的人口增長漸趨平緩，但是城市外圍的擴張卻依然持續，多數是一些非法定居在環境敏感地帶的山上的村落。山谷裡的城市面積從1940年的90平方公里（35平方英里）擴張到了1990年的1160平方公里（450平方英里）。都會區則擁有2,100萬人口和600萬輛汽車。

### 空氣污染
因為所處環境的海拔、風場和逆溫，墨西哥城極易發生嚴重的空氣污染。在這個高度上本身低氧，化石燃料不完全燃燒產生的氧化氮、一氧化碳又因為山谷構造封閉只有北部一個缺口而無法及時排出。況且山谷內的風場是循環的，並沒有單一的可將污染物吹走的盛行風。更嚴重的是冬日的逆溫。外部的盛行風也會從北部缺口吹入，而缺口處正是工業密集地區。這些現象在夏天尚可，在雨季也會有所好轉。

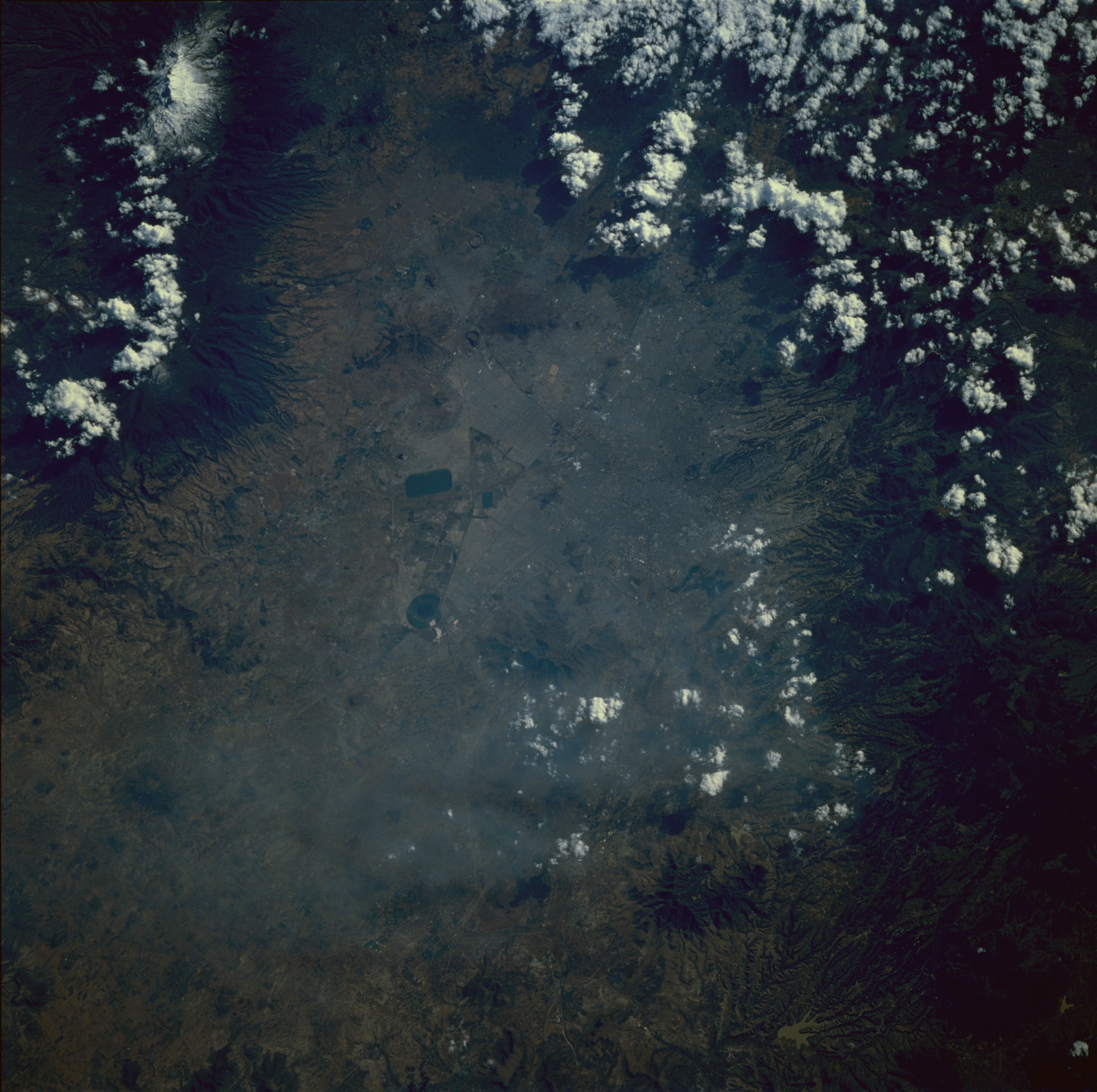
墨西哥谷煙霧的NASA衛星圖像，1985年

因為無鉛汽油的推廣，空氣中的鉛污染得到了控制。一氧化碳和二氧化硫也得到了控制。依舊嚴重的問題主要是臭氧和直徑2.5-10微米的微粒。有很多時間墨西哥城的10微米顆粒的含量都超過了世界衛生組織的標準。
1940年代，在大規模使用化石燃料之前，山谷內的可見度大約是100公里（60英里），墨西哥谷周圍的群山清晰可見。而後來一度降到了只有1.5公里（5,000英尺）。

## 水文
墨西哥谷南部的古代湖泊已經變成了高含水量的淤泥地，而且幾乎完全被城市覆蓋了。地下水在山腳下產生了許多泉眼。這些地下水提供了墨西哥城、阿潘、查爾科和阿美卡美卡居民的飲用水。

### 舊湖區系統

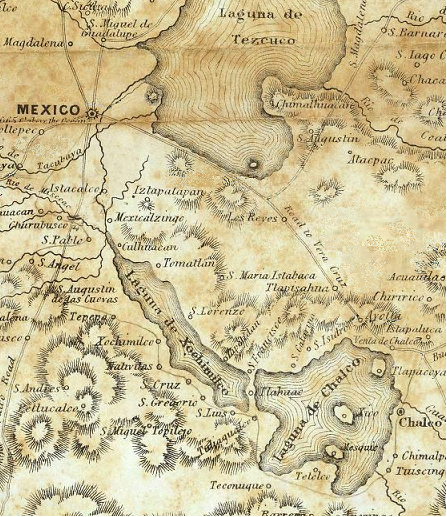
霍奇米爾科湖和澤爾高湖，1847年地圖

20世紀之前，山谷內的墨西哥城依然包含著從特斯科科鎮附近的淡水湖到南部的一個鹽湖的幾片水域。Zumpango湖、Xaltoca湖、霍奇米爾科湖、澤爾高湖和最大的特斯科科湖涵蓋了大約1,500平方公里（580平方英里）的山谷面積。一些小山像塞拉德瓜達盧佩和Chiconaultla山將它們分割開來。其他湖泊最終的會向特斯科科鎮彙流。這些湖泊由馬格達萊納河、貝塞拉河等河流補給，它們則會彙集從山上流下來的融雪水和徑流。
遠在西班牙人抵達之前，這些湖泊就因為氣候變化而萎縮了。氣溫升高導致蒸發加速以及降水減少，在公元前10,000前的Tlapacoya文化早期，很多湖水水位就已經只有不到5米了。阿茲特克帝國時，一些北部湖泊在10月至來年5月的旱季根本無法駕駛獨木舟。
西班牙人到來之後，他們逐漸排幹了湖泊中剩餘的水以防洪，過度開採地下水更是加速了湖泊的消失，除了霍奇米爾科湖的一些運河外，很多舊湖床都已經成為鋪砌的道路了。前者之所以保留是爲了提供遊客以機會觀賞“trajineras”，一種很像貢多拉的小船。

### 水的問題

#### 控制水的歷史
2,000年以來，墨西哥谷的居民總是在想辦法改造山谷裡的水力條件。阿茲特克人建造堤壩以防洪、分割南北部的淡水和鹹水。在1521年鐵諾支第特蘭城被毀之後，西班牙人重建了阿茲特克人的堤壩，但是發現它們不足以提供理想的防洪效果 。
在1555年一個殖民城市遭到洪水威脅之後，人們提出了建造排水渠的想法。第一條運河建造于1605年，取孙潘戈湖之水向北穿過城市韦韦托卡直達圖拉河。這個計劃由恩里科·馬丁內斯實施，他在其上花費了25年時間並且最終成功了，為運河取名為Nochistongo，但是沒能阻擋1629年的大洪水。另一條運河，後被稱作“大運河”與前者平行挖掘，終點在特基斯基阿克。其主運河平均寬6.5米（21英尺），長50公里（30英里）。三條次要的運河主要建造於1856年-1867年間，1894年由波費里奧·迪亞斯在官方上宣佈完工，儘管工作依然在繼續。但是大運河並沒有解決洪水問題。20世紀初墨西哥城開始迅速下沉，從運河中取水也不得不依靠水泵了。同時，大運河又開闢了一條新的通道。儘管如此，1950年和1951年墨西哥城還是遇到了洪水。
後來又修建了一條叫做Emisor Central的新通道來運送廢水，但是因為過度使用和污水腐蝕而毀壞了。在雨季，這條失修的運河將會導致機場等地區面臨洪水威脅。因此，一個耗資13億美元的計劃出台了，其中包括新的抽水系統、一個50公里長的排水通道，並且清理、重修現在的11,900公里（7,400英里）的排水系統。

##### 飲用水與地表沉降
歷史上，墨西哥城曾經通過渡槽來為城市提供用水。1850年代中期，在城市下面發現了地下水，因此導致了大規模的鑿井取水。現在70%的墨西哥城城市用水依然來自山谷裡的含水層。然而除了消耗過度，同時因為污染，墨西哥城已經不得不從山谷外面取水了。
隨著生態破壞、工業化和人口膨脹，墨西哥城面臨著嚴重的用水不足。墨西哥城大約每秒就需要60立方米的水來提供人們飲用和支持農業。主要含水層每秒被抽取55.5立方米，但每秒只補充28立方米。這便導致了城市的地表沉降。自20世紀開始，墨西哥城的一些地區下沉了9米之多。地下水水位下降的信號出現在1930年代，這與密集開發含水層的時間不謀而和。21世紀初，墨西哥城下沉速度為每年5-40釐米。位於墨西哥城改革大道的獨立紀念柱建立於1910年，因為四周地表下沉，不得不安上加固基礎和一些其他設備。
因為很多墨西哥谷的城市已經低於一些湖泊的湖底了，因此而面臨著洪水的威脅。儘管採取了必要措施，洪水已然是普遍情況，在夏天雨季更是如此。一些社區甚至強制居民在他們的住宅前安裝小型水壩。地表沉降還導致了水管和排汙管道破壞，進而威脅到了公眾健康。
穿過城市的河流在1950年和1951年被密封了起來。例如Consulado河、Churubusco河和Remedio河都被直接封如混凝凝土管道通過排水系統運離墨西哥谷。San Javier河和Tlalnepantla河過去被用來補充舊湖區，但已經在抵達城市前被強制改變了水道，直接匯入大運河。